# Лящук, Василий Кондратович
Василий Кондратович Лящук (укр. Васи́ль Кіндра́тович Лящу́к; род. 1 марта 1948, Старый Почаев (ныне Кременецкого района, Тернопольской области, Украины) — украинский поэт, переводчик, журналист и преподаватель. Член Национального союза писателей Украины и Национального Союза журналистов Украины.

## Биография
Окончил во Львове школу для незрячих детей, где освоил систему чтения по Брайлю. Затем изучал филологию в Ровенском педагогическом институте, стал посещать занятия в литературной студии. Стихи молодого поэта начали печатать газеты и журналы.
Работал журналистом, преподавателем.

## Творчество
Автор более полутора тысяч стихов, более трёх сотен переводов на украинский язык поэзии зарубежных классиков, среди которых Генри Лонгфелло, Томас Мур, Сильвия Плат, Фёдор Тютчев, Оскар Уайльд и др.
Слепой поэт перевёл 154 шекспировских сонета. В связи со сложностью перевода больших эпических форм (драмы, поэмы), просил знакомых людей, владеющих английским, читать ему в оригинале Шекспира. Воспринятые на слух оригинальные тексты английского поэта позже записывал по системе Брайля, а затем диктовал украинский перевод, который добровольные помощники набирали на компьютере. Издал созданную таким образом книгу «Уильям Шекспир. Сонеты».

## Избранные произведения
Сборники стихов
- «Почаївська мозаїка» (1992),
- «Нас не буде — буде наша спрага» (1997),
- «Тьмі наперекір» (1998),
- «Ноша бджоли» (2000),
- «Моє помешкання» (2005),
- «Дзвіниця» (2008),
- «Юності щемливий плин» (2009),
- «Запахла нехворощ і м’ята» (2010),
- «Волинські обереги» (2012).